# Louis-Charles Boucher de Niverville
Louis-Charles Boucher de Niverville, né le 12 août 1825 à Trois-Rivières et mort le 1er avril 1869 dans la même ville, était un avocat et homme politique québécois. Il a représenté la circonscription de Trois-Rivières de 1867 à 1868 à la Chambre des communes du Canada sous la bannière du Parti conservateur du Canada.

## Biographie
Né à Trois-Rivières (Bas-Canada), il fait ses études au Séminaire de Nicolet ; il étudie par la suite le droit et est admis au barreau en 1849. En 1863, il devient maire de Trois-Rivières. À la suite du décès de Joseph-Édouard Turcotte, il est élu à l'Assemblée législative de la province du Canada lors d'une élection partielle en 1865 pour Trois-Rivières. Boucher de Niverville se prononce en faveur des résolutions de Québec à l'Assemblée, entérimées à la conférence du Québec en 1864.
Après la confédération canadienne, il est élu à la fois à la Chambre des communes du Canada et à l'Assemblée législative du Québec dans la même circonscription. Il est également nommé Conseil de la Reine en 1867.
En 1868, il se retire de la politique et accepte le poste de shérif pour le district de Trois-Rivières.
Il meurt l'année suivante aux suites d'une maladie pulmonaire dans la même ville à l'âge de 43 ans.